# Lighthouses of Massachusetts MPS

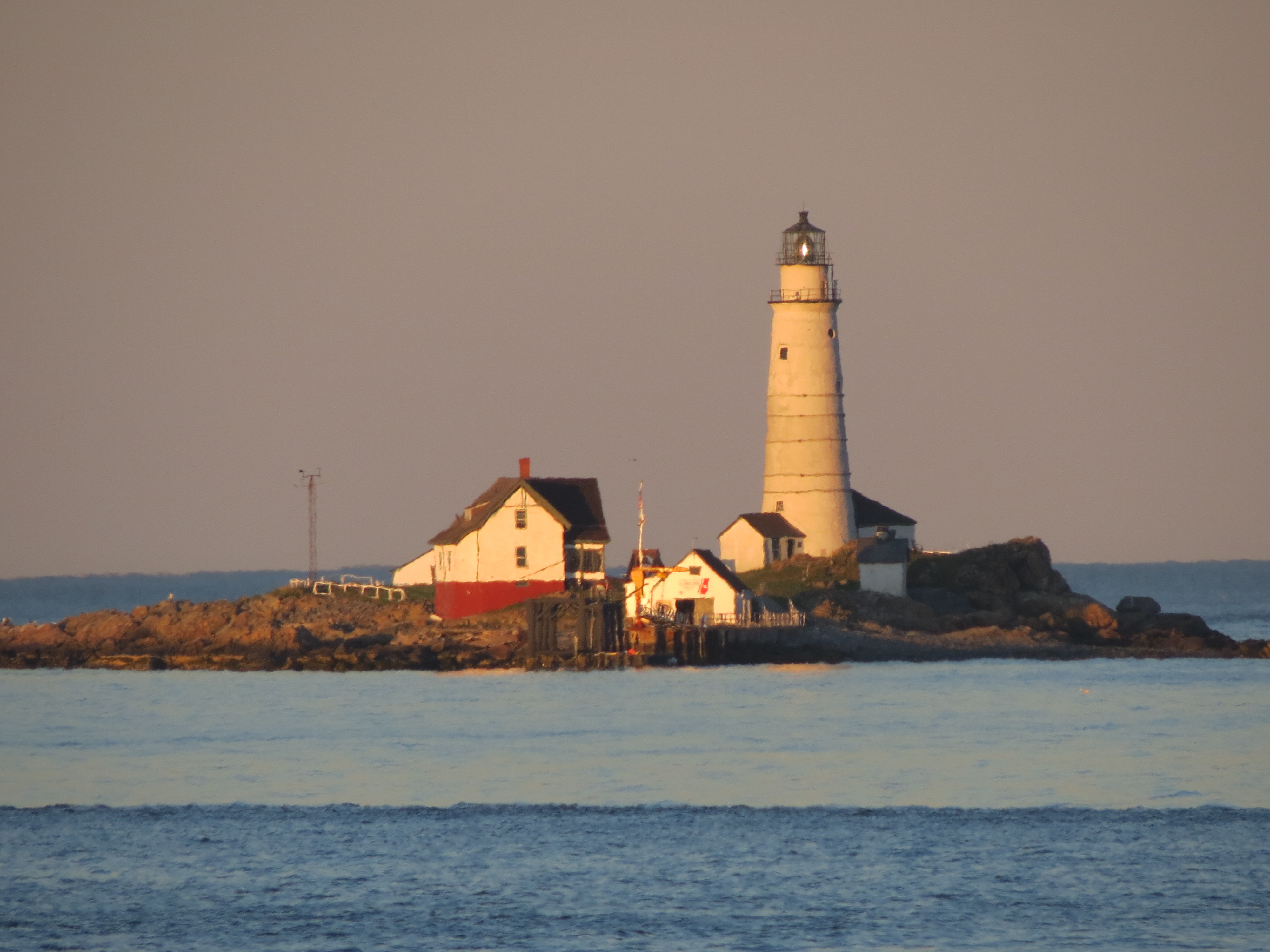
Das Boston Light im Abendlicht, 2012

Als Lighthouses of Massachusetts sind im Rahmen einer Multiple Property Submission (MPS) alle Leuchttürme (englisch lighthouse) zusammengefasst, die im Bundesstaat Massachusetts der Vereinigten Staaten im National Register of Historic Places (NRHP) eingetragen sind. Massachusetts verfügt als US-Bundesstaat mit einer langen Atlantikküste über eine Vielzahl an Leuchttürmen, die sich von Norden nach Süden über die Countys Essex, Suffolk, Norfolk, Plymouth, Bristol, Barnstable, Dukes und Nantucket verteilen. Davon wurden mehr als 40 in das NRHP aufgenommen, die im 18., 19. und 20. Jahrhundert errichtet wurden; dazu zählt mit dem Boston Light auch der älteste Leuchtturm des nordamerikanischen Kontinents. Die Liste wurde am 15. Juni 1987 mit 39 Einträgen begonnen und später mehrfach um weitere Leuchttürme ergänzt.

## Geschichte
Mit der Errichtung eines Leuchtturms ist stets das Ziel verbunden, dem Schiffsverkehr durch das Emittieren eines Lichtsignals eine Navigationshilfe bei schlechter Sicht – also insbesondere während der Nacht, aber auch im Nebel oder bei anderweitig schlechtem Wetter – zu bieten. Das Leuchtfeuer wird dabei so hoch angebracht, dass es nicht nur über Wellenberge, sondern auch eine gewisse Strecke über die Erdkrümmung hinweg sichtbar ist. Das Lichtsignal muss dabei zum einen exakt positioniert werden, um Gefahrenstellen wie Riffe, Felsküsten oder Sandbänke im Anfahrtsweg zu einem Kanal oder Hafen zu markieren, zum anderen muss es widerstandsfähig genug konstruiert werden, um auch unter den schlechtesten Umweltbedingungen noch funktionstüchtig zu sein. Die Errichtung des Leuchtturms ist daher technisch ebenso anspruchsvoll wie die Konstruktion der Linse.
In den gesamten Vereinigten Staaten gab es 1790 zwölf Leuchttürme, von denen die meisten in Massachusetts standen. Zu den heute noch existierenden Leuchttürmen des 18. Jahrhunderts zählen unter anderem das Boston Light, das Brant Point Light, das Plymouth Light, das Great Point Light und die drei Leuchttürme in Newburyport. Erst die neue Bundesregierung der USA förderte Ende des 18. Jahrhunderts den Bau weiterer Leuchttürme, sodass 1820 bereits 59 und 1850 fast 300 Leuchttürme existierten.

### Bauweise

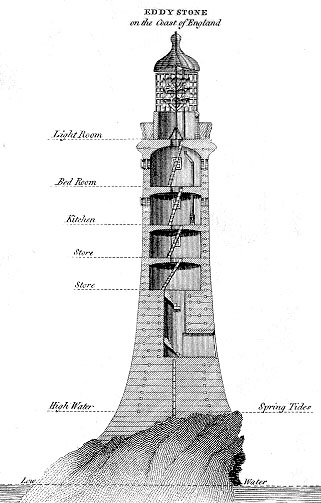
Die Konstruktion des Turms von Smeaton

Wesentliche Innovationen im Leuchtturmbau kamen aus Großbritannien, die sich insbesondere in der Konstruktion des Eddystone-Leuchtturms widerspiegeln. Nachdem bereits zwei Vorgängerbauten Stürmen und Fluten zum Opfer gefallen waren, wagte sich 1759 John Smeaton, seines Zeichens Begründer des Bauingenieurwesens, an die Errichtung eines neuen Turms, für den er eine Methode entwickelte, um Eisenstangen dauerhaft im Anstehenden Gestein zu verankern.
In Massachusetts wurden mit dem Minot’s Ledge Light und The Graves Light die ersten Leuchttürme an Land errichtet, die sich die Innovationen des Eddystone-Leuchtturms zu Nutze machten. In ähnlicher Bauweise – jedoch in einem Senkkasten – wurden die Leuchttürme Borden Flats, Deer Island, Butler Flats, Duxbury Pier und Cleveland Ledge konstruiert.
Der Bau des Minot’s Ledge Light stellte eine der größten Herausforderungen an die Ingenieure dar, denn der Untergrund am ausgewählten Standort war stets von Wasser bedeckt und Bauarbeiten waren lediglich im Sommer möglich, wenn es nur geringen Wellengang gab. 1849 wurde der erste Turm fertiggestellt, der ein eisernes Feuerhaus aufwies und dessen Leuchtturmwärterhaus aufgeständert war. Für seine Errichtung wurden neun Löcher mit jeweils 25,4 cm Durchmesser und einer Tiefe von 1,5 m gebohrt, in die Pfähle getrieben wurden, auf denen der Turm schließlich aufgebaut wurde. In einem Sturm im April 1851 wurde er jedoch zerstört, sodass 1855 erneut mit Bauarbeiten begonnen wurde, die 1859 abgeschlossen werden konnten. Der aus großen, per Schiff angelieferten Granitblöcken bestehende Leuchtturm wird bis heute aktiv genutzt und stellt eine für diese Zeit bemerkenswerte technologische Leistung dar.

### Leuchtfeuer

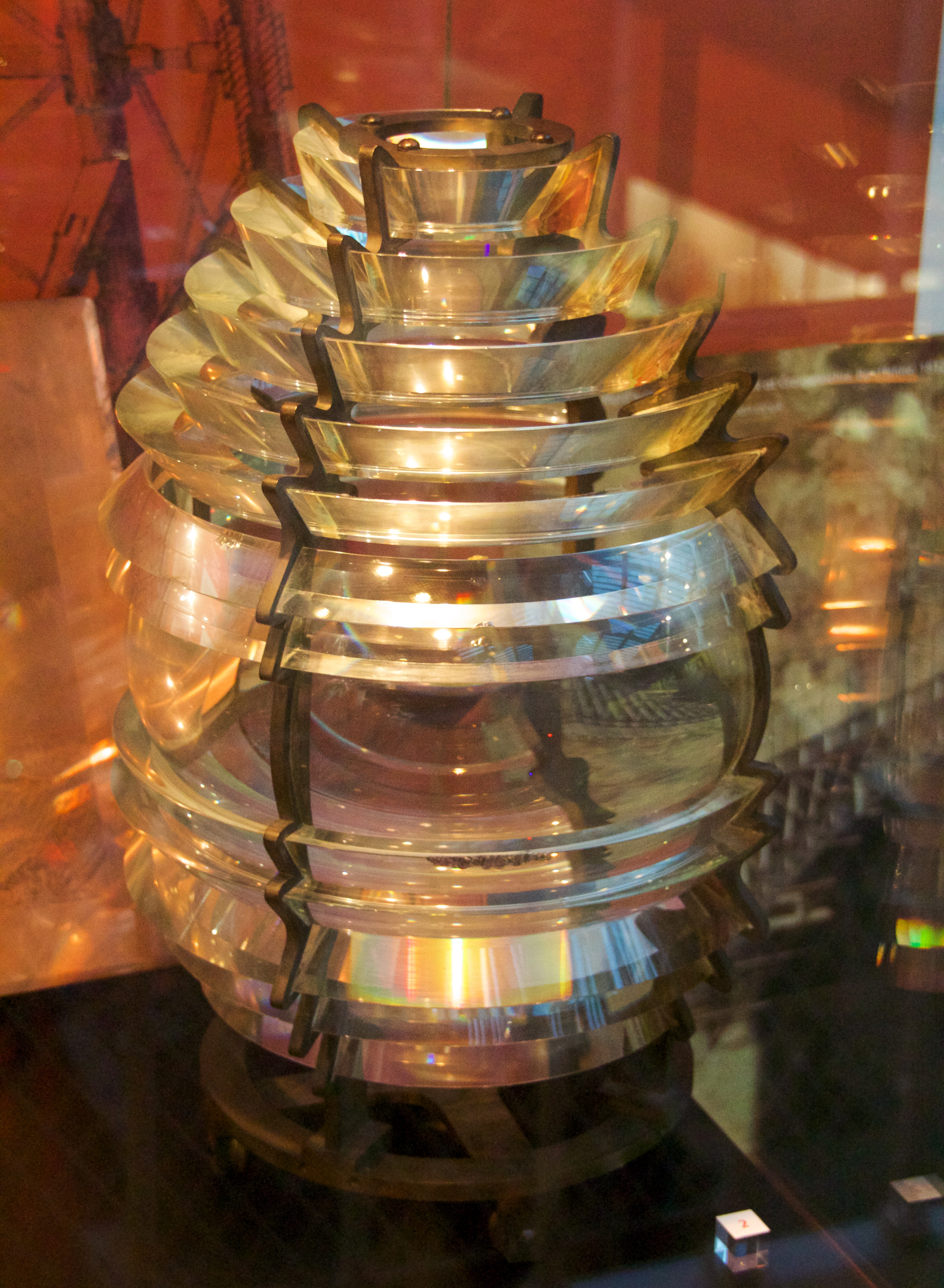
Eine Fresnel-Linse im Museum of Scotland

Die im späten 18. und frühen 19. Jahrhundert in den Vereinigten Staaten genutzten Leuchtmittel waren deutlich weniger weit entwickelt als die in Europa verbreiteten Argand-Lampen. Die als spider lamp bezeichneten Lampen bestanden im Wesentlichen aus einer Ölpfanne mit vier Dochten, was erstmals 1790 im Boston Light Verwendung fand. Trotz ihrer gefährlichen Dämpfe, die die Augen des Leuchtturmwärters angriffen, wurden sie bis 1812 als Lichtquelle genutzt, als die ersten Spiegellampen Massachusetts erreicht hatten und 1809 in den Zwillingstürmen in Newburyport eingebaut worden waren. Trotz ihrer Zuverlässigkeit und Helligkeit wurde ihr Potenzial erst spät erkannt. Da die Kosten einer erneuten Umrüstung aller Leuchttürme der USA schlicht zu teuer war, blieb die Lewis-Lampe bis weit nach der Erfindung der überlegenen Fresnel-Linse die dominierende Lichtquelle der Leuchttürme der Vereinigten Staaten.
Die erste Fresnel-Linse wurde 1841 in die USA importiert und in den Navesink Twin Lights in New Jersey installiert. 1853 gab es in den gesamten Vereinigten Staaten lediglich fünf Linsen dieses Typs, zu denen auch das Leuchtfeuer des Sankaty Head Light zählte, doch bereits 1859 waren nahezu alle Leuchttürme der USA mit Fresnel-Linsen ausgestattet. Dieser Linsentyp war so erfolgreich, dass er nur geringfügig verbessert werden konnte und zum Teil bis heute – wenngleich automatisiert und elektrifiziert – eingesetzt wird; so verfügt beispielsweise das Boston Light über eine Fresnel-Linse 2. Ordnung.

## Historische Bedeutung

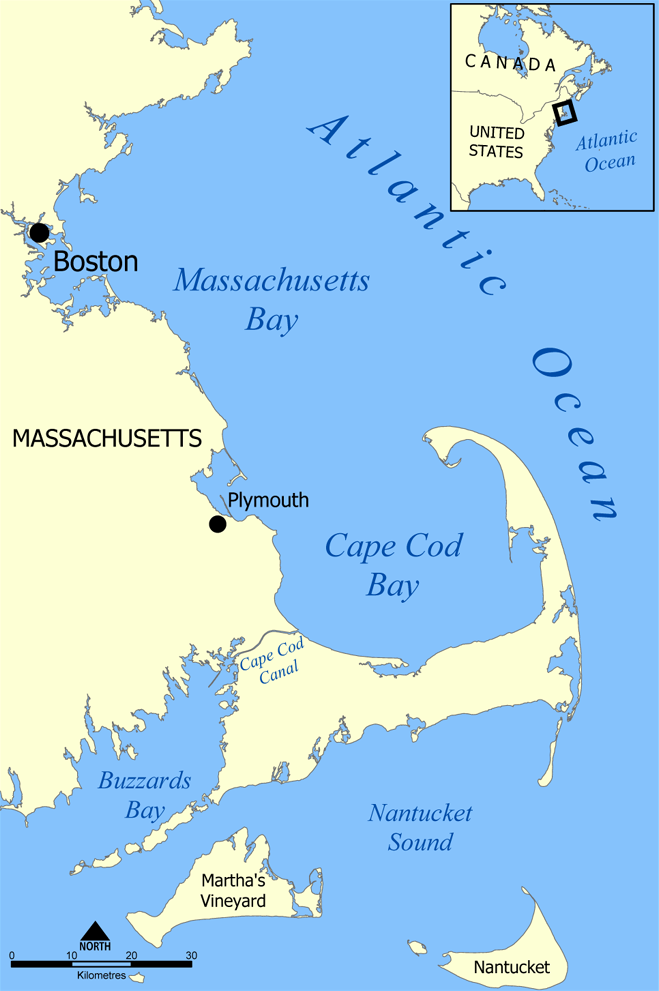
Vor dem Bau des Cape Cod Canal musste die Halbinsel langwierig umfahren werden.

Die Geschichte von Massachusetts war schon immer eng mit dem Ozean verbunden, der vor allem als Handelsweg und Nahrungsquelle diente, aber – insbesondere in Küstennähe – auch vielfältige Gefahren in Form von Stürmen und Nebelbänken mit sich brachte. Leuchttürme mit Nebelglocken und Nebelhörnern waren daher die wichtigste Voraussetzung für die Entwicklung und Pflege einer großangelegten maritimen Ökonomie.
Massachusetts war seit den Frühzeiten der Kolonialgeschichte der erste Ankunftsort für Schiffe aus Europa und entwickelte sich auf dieser Basis zum größten Handelszentrum der gesamten kolonialen Ostküste. Ein wichtiger Seeweg führte von den südlichen Kolonien durch den Vineyard Sound und Nantucket Sound an Provincetown vorbei bis nach Boston. Zwischen den beiden Endpunkten gab es nur wenige kleine Häfen, die als Zuflucht genutzt werden konnten, und auf dem Wasser warteten die Schiffe nicht selten wochenlang auf günstigen Westwind.
Um besonders gefährliche Stellen zu markieren, wurden bereits im 17. Jahrhundert Holztürme aufgestellt, auf denen Pech verbrannt wurde. Das Boston Light und das Brant Point Light waren die ersten beiden Leuchttürme, die offiziell von der Kolonialregierung errichtet und vom Massachusetts General Court zugelassen wurden. Für den Betrieb waren zunächst die Gemeinden verantwortlich, auf deren Gebiet die Türme errichtet wurden.
Diese ersten beiden Leuchttürme markierten Gefahrenstellen auf der lukrativen Route zu den Westindischen Inseln, auf der Güter wie Fisch, Salz, Holz und Fleisch hauptsächlich gegen Melasse eingetauscht wurden, die in vielen Küstenstädten – darunter Boston und Newburyport – zu Rum destilliert wurde. Der Amerikanische Unabhängigkeitskrieg unterbrach zwar diesen Handelsweg, hatte aber nur marginalen Einfluss auf das allgemeine Schiffsaufkommen und verringerte auch nicht die Abhängigkeit der Kolonie vom Ozean. Daher waren Leuchttürme nach wie vor sehr wichtig für die Sicherheit der Schifffahrt, sodass die neu organisierte Bundesregierung der Vereinigten Staaten die Anzahl dieser Leuchtfeuer stark erhöhte und auch weniger stark befahrene Seewege markieren ließ.
Nachdem zuvor das Finanzministerium für die Leuchttürme verantwortlich gewesen war, wurde 1852 die Zuständigkeit für die US-amerikanischen Leuchttürme neu organisiert und ein Lighthouse Board ins Leben gerufen, das diese Aufgabe 58 Jahre lang erfüllte. Es bestand aus zwei Marineoffizieren, zwei Ingenieuren der US Army und zwei Zivilisten, wobei der Finanzminister der Vereinigten Staaten den Vorsitz hatte. Das Komitee unterteilte die Küste der Vereinigten Staaten in zwölf Leuchtturm-Distrikte, denen jeweils ein Armee- oder Marineoffizier als Inspektor zugeteilt wurde. Der erste Bericht der Inspektoren zum Zustand der Leuchttürme umfasste 760 Seiten und stellte unter anderem heraus, dass die erfolgreichsten Leuchttürme mit einer Fresnel-Linse ausgestattet waren. Nur fünf dieser Linsen waren bis dahin in die USA importiert worden, und in Massachusetts war lediglich das Sankaty Head Light damit ausgerüstet.

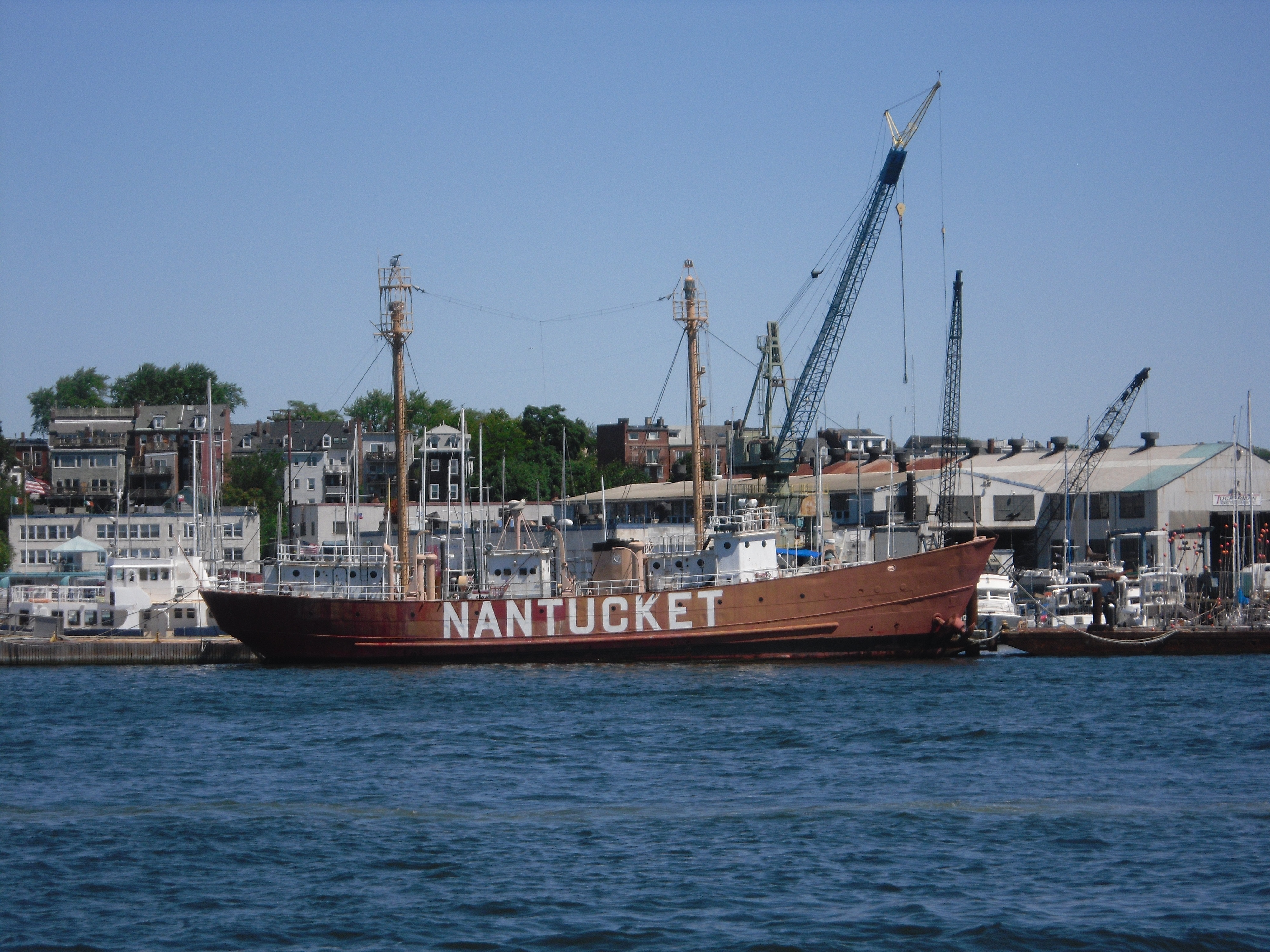
Das Feuerschiff Nantucket im Hafen von Boston, 2011

In den folgenden zehn Jahren wurden weitere Fresnel-Linsen installiert und Experimente mit alternativen Brennstoffen durchgeführt. Zudem wurden dampfbetriebene Nebelhörner und Glockenbojen entwickelt und der erste Leuchtturm an der Pazifikküste errichtet. Zu dieser Zeit begann auch die industrielle Produktion vorgefertigter Leuchttürme aus Gusseisen, sodass die Zahl der Leuchttürme in den USA von 297 im Jahr 1850 auf 661 im Jahr 1880 gesteigert werden konnte. Anstelle ziviler Leuchtturmwärter wurden zunehmend Angehörige der Streitkräfte dazu ausgebildet, die für einen Leuchtturm nur für einen bestimmten Zeitraum verantwortlich waren und dann zu einem anderen versetzt wurden. Darüber hinaus wurde eine jährlich aktualisierte Liste mit Leuchttürmen und Bojen eingeführt, die es den Schiffsbesatzungen erleichterte, die Navigationshilfen zu identifizieren. Zu Beginn des 20. Jahrhunderts war das US-amerikanische System der Navigationshilfen für Schiffe weltweit führend, jedoch verursachten 1916 die Instandhaltung der inzwischen mehr als 12.000 Leuchttürme bzw. Bojen und 51 Feuerschiffe sowie die Gehälter der knapp 1800 Leuchtturmwärter Ausgaben in Höhe von rund 5 Millionen US-Dollar (heute ca. 127.380.000 Dollar).
Um die gestiegenen Anforderungen bewältigen zu können, wurde 1903 das Lighthouse Board vom Finanzministerium zum Handels- und Arbeitsministerium der Vereinigten Staaten übertragen und 1910 in Bureau of Lighthouses (deutsch Amt für Leuchttürme) umbenannt, das von George R. Putnam geleitet wurde. 1924 war das System mit fast 16.900 Navigationshilfen das größte weltweit, das kostenseitig vor allem von der Elektrifizierung und Automatisierung profitierte – 1937 wurden auch die entlegensten Leuchttürme mit Elektrizität ausgestattet.
1939 verfügte das Amt über mehr als 5000 Angestellte (darunter 1170 Leuchtturmwärter) und war für 29.606 Navigationshilfen verantwortlich. Im selben Jahr wurde das Amt geschlossen und seine Zuständigkeiten an die Küstenwache der Vereinigten Staaten übertragen, die diese Aufgaben bis heute erfüllt.
Am 15. Juni 1987 wurden 39 Leuchttürme in Massachusetts im NRHP eingetragen. Die Liste wurde in den folgenden Jahren mehrfach ergänzt, sodass sie aktuell 43 Einträge umfasst.

## Liste der im NRHP eingetragenen Leuchttürme in Massachusetts
| [ 10 ] | Name                                                   | Bild                                                   | Eintragsdatum                 | Lage                                                                | Ort          | Beschreibung                                                |
| ------ | ------------------------------------------------------ | ------------------------------------------------------ | ----------------------------- | ------------------------------------------------------------------- | ------------ | ----------------------------------------------------------- |
| 1      | Annisquam Harbor Light Station                         | weitere Bilder                                         | 15. Juni 1987 ID-Nr. 87001526 | Wigwam Pt. 42° 39′ 42,7″ N, 70° 41′ 1,1″ W                          | Gloucester   |                                                             |
| 2      | Baker’s Island Light Station                           | Baker’s Island Light Station                           | 21. Nov. 1976 ID-Nr. 76000289 | Bakers Island 42° 32′ 8,5″ N, 70° 47′ 14,7″ W                       | Salem        |                                                             |
| 3      | The Beacon                                             | The Beacon                                             | 15. Juni 1987 ID-Nr. 87001527 | Nauset Beach 41° 51′ 33,8″ N, 69° 57′ 26,7″ W                       | Eastham      |                                                             |
| 4      | Bird Island Light                                      | Bird Island Light                                      | 28. Sep. 1987 ID-Nr. 87002030 | Sippican Harbor 41° 40′ 9,7″ N, 70° 43′ 2,9″ W                      | Marion       |                                                             |
| 5      | Borden Flats Light Station                             | Borden Flats Light Station                             | 15. Juni 1987 ID-Nr. 87001528 | Taunton River 41° 42′ 16,2″ N, 71° 10′ 28,2″ W                      | Fall River   |                                                             |
| 6      | Boston Light                                           | weitere Bilder                                         | 15. Okt. 1966 ID-Nr. 66000133 | Little Brewster Island 42° 19′ 40,5″ N, 70° 53′ 32,3″ W             | Boston       | National Historic Landmark                                  |
| 7      | Brant Point Light Station                              | Brant Point Light Station                              | 28. Sep. 1987 ID-Nr. 87002029 | Brant Pt. 41° 17′ 23,4″ N, 70° 5′ 25,4″ W                           | Nantucket    |                                                             |
| 8      | Butler Flats Light Station                             | Butler Flats Light Station                             | 15. Juni 1987 ID-Nr. 87001530 | New Bedford Channel 41° 36′ 13,4″ N, 70° 53′ 41,7″ W                | New Bedford  |                                                             |
| 9      | Cape Poge Light                                        | Cape Poge Light                                        | 28. Sep. 1987 ID-Nr. 87002040 | Chappaquiddick 41° 25′ 7,7″ N, 70° 27′ 14,8″ W                      | Edgartown    |                                                             |
| 10     | Chatham Light Station                                  | Chatham Light Station                                  | 15. Juni 1987 ID-Nr. 87001501 | Main St. 41° 40′ 17,1″ N, 69° 56′ 59,6″ W                           | Chatham      | Contributing Property des Old Village Historic District     |
| 11     | Cleveland Ledge Light Station                          | Cleveland Ledge Light Station                          | 15. Juni 1987 ID-Nr. 87001462 | Cape Cod Canal 41° 37′ 51,5″ N, 70° 41′ 42,8″ W                     | Bourne       |                                                             |
| 12     | Derby Wharf Light Station                              | Derby Wharf Light Station                              | 15. Juni 1987 ID-Nr. 87001466 | Derby Wharf 42° 30′ 59,5″ N, 70° 53′ 4,4″ W                         | Salem        |                                                             |
| 13     | Duxbury Pier Light                                     | Duxbury Pier Light                                     | 4. Juni 2014 ID-Nr. 14000287  | Plymouth Harbor 41° 59′ 14,8″ N, 70° 39′ 2,6″ W                     | Plymouth     |                                                             |
| 14     | East Chop Light                                        | East Chop Light                                        | 15. Juni 1987 ID-Nr. 87001480 | Lighthouse Rd. 41° 28′ 13,3″ N, 70° 34′ 9″ W                        | Oak Bluffs   |                                                             |
| 15     | Eastern Point Light Station                            | Eastern Point Light Station                            | 30. Sep. 1987 ID-Nr. 87002027 | Eastern Pt. 42° 34′ 48,4″ N, 70° 39′ 54,9″ W                        | Gloucester   | Als Historic District eingetragen.                          |
| 16     | Edgartown Harbor Light                                 | Edgartown Harbor Light                                 | 15. Juni 1987 ID-Nr. 87001465 | N. Water St. 41° 23′ 26,6″ N, 70° 30′ 12,3″ W                       | Edgartown    |                                                             |
| 17     | Gay Head Light                                         | Gay Head Light                                         | 15. Juni 1987 ID-Nr. 87001464 | Lighthouse Rd. 41° 20′ 54,4″ N, 70° 50′ 5,8″ W                      | Aquinnah     |                                                             |
| 18     | Graves Light Station                                   | Graves Light Station                                   | 28. Sep. 1987 ID-Nr. 87002041 | The Graves 42° 21′ 54,6″ N, 70° 52′ 16,7″ W                         | Boston       |                                                             |
| 19     | Highland Light Station                                 | Highland Light Station                                 | 15. Juni 1987 ID-Nr. 87001463 | Highland Light Rd. 42° 2′ 20,7″ N, 70° 3′ 44,5″ W                   | North Truro  | Contributing Property des Truro Highlands Historic District |
| 20     | Hospital Point Light Station                           | Hospital Point Light Station                           | 28. Sep. 1987 ID-Nr. 87002031 | Bayview Ave. 42° 32′ 47,4″ N, 70° 51′ 21,5″ W                       | Beverly      |                                                             |
| 21     | Long Island Head Light                                 | Long Island Head Light                                 | 15. Juni 1987 ID-Nr. 87001481 | Long Island 42° 32′ 47,4″ N, 70° 51′ 21,5″ W                        | Boston       |                                                             |
| 22     | Long Point Light Station                               | Long Point Light Station                               | 28. Sep. 1987 ID-Nr. 87002039 | Herring Cove Beach 42° 1′ 59,3″ N, 70° 10′ 15,1″ W                  | Provincetown |                                                             |
| 23     | Marblehead Light                                       | Marblehead Light                                       | 15. Juni 1987 ID-Nr. 87001479 | Marblehead Neck 42° 30′ 19,5″ N, 70° 50′ 9,1″ W                     | Marblehead   |                                                             |
| 24     | Minot’s Ledge Light                                    | weitere Bilder                                         | 15. Juni 1987 ID-Nr. 87001489 | Marblehead Neck 42° 16′ 11″ N, 70° 45′ 40,7″ W                      | Scituate     |                                                             |
| 25     | Monomoy Point Lighthouse                               | weitere Bilder                                         | 1. Nov. 1979 ID-Nr. 79000324  | Monomoy Island 41° 33′ 33,6″ N, 69° 59′ 45″ W                       | Chatham      |                                                             |
| 26     | Nauset Beach Light                                     | weitere Bilder                                         | 15. Juni 1987 ID-Nr. 87001484 | Nauset Beach 41° 51′ 36,5″ N, 69° 57′ 18,5″ W                       | Eastham      |                                                             |
| 27     | Ned Point Light                                        | Ned Point Light                                        | 15. Juni 1987 ID-Nr. 87001488 | Ned Point Rd. 41° 39′ 3,4″ N, 70° 48′ 14,6″ W                       | Mattapoisett |                                                             |
| 28     | Newburyport Harbor Front Range Light                   | Newburyport Harbor Front Range Light                   | 15. Juni 1987 ID-Nr. 87001486 | Merrimac River Coast Guard Station 42° 48′ 41,7″ N, 70° 51′ 53,4″ W | Newburyport  | Contributing Property des Newburyport Historic District     |
| 29     | Newburyport Harbor Light                               | Newburyport Harbor Light                               | 15. Juni 1987 ID-Nr. 87001485 | Northern Blvd. 42° 48′ 54,5″ N, 70° 49′ 16,2″ W                     | Newburyport  |                                                             |
| 30     | Newburyport Harbor Rear Range Light                    | Newburyport Harbor Rear Range Light                    | 15. Juni 1987 ID-Nr. 87000887 | Water St. 42° 48′ 40,5″ N, 70° 52′ 5,5″ W                           | Newburyport  | Contributing Property des Newburyport Historic District     |
| 31     | Nobska Point Light Station                             | Nobska Point Light Station                             | 15. Juni 1987 ID-Nr. 87001483 | Nobska Rd. 41° 30′ 56,8″ N, 70° 39′ 20,6″ W                         | Falmouth     |                                                             |
| 32     | Palmer Island Light Station                            | Palmer Island Light Station                            | 26. März 1980 ID-Nr. 80000433 | New Bedford Harbor 41° 37′ 36,9″ N, 70° 54′ 40,6″ W                 | New Bedford  |                                                             |
| 33     | Plymouth Light Station                                 | Plymouth Light Station                                 | 8. März 1977 ID-Nr. 77000655  | Gurnet Point 42° 0′ 13,4″ N, 70° 36′ 9,9″ W                         | Duxbury      |                                                             |
| 34     | Race Point Light Station                               | Race Point Light Station                               | 15. Juni 1987 ID-Nr. 87001482 | Race Point Beach 42° 3′ 44,3″ N, 70° 14′ 42,6″ W                    | Provincetown |                                                             |
| 35     | Sankaty Head Light                                     | Sankaty Head Light                                     | 15. Okt. 1987 ID-Nr. 87002028 | Sankaty Head 41° 16′ 55,4″ N, 69° 58′ 22,6″ W                       | Nantucket    |                                                             |
| 36     | Scituate Light                                         | Scituate Light                                         | 15. Juni 1987 ID-Nr. 87001490 | Cedar Pt. 42° 12′ 17,1″ N, 70° 43′ 4,8″ W                           | Scituate     |                                                             |
| 37     | Straightsmouth Island Light                            | Straightsmouth Island Light                            | 15. Juni 1987 ID-Nr. 87001487 | Straitsmouth Island 42° 39′ 44,1″ N, 70° 35′ 17,4″ W                | Rockport     |                                                             |
| 38     | Tarpaulin Cove Light                                   | Tarpaulin Cove Light                                   | 15. Juni 1987 ID-Nr. 87001505 | Naushon Island 41° 28′ 30,8″ N, 70° 45′ 55,5″ W                     | Gosnold      |                                                             |
| 39     | Three Sisters of Nauset (Twin Lights)                  | Three Sisters of Nauset (Twin Lights)                  | 15. Juni 1987 ID-Nr. 87001502 | Cable Rd. 41° 51′ 34″ N, 69° 57′ 25″ W                              | Eastham      |                                                             |
| 40     | Twin Lights Historic District – Cape Ann Light Station | Twin Lights Historic District – Cape Ann Light Station | 7. Okt. 1971 ID-Nr. 71000355  | Cape Ann, Thacher Island 42° 38′ 12,4″ N, 70° 34′ 29,8″ W           | Rockport     | National Historic Landmark District                         |
| 41     | West Chop Light Station                                | West Chop Light Station                                | 15. Juni 1987 ID-Nr. 87001506 | W. Chop Rd. 41° 28′ 50″ N, 70° 36′ 1,5″ W                           | Tisbury      |                                                             |
| 42     | Wing’s Neck Light                                      | Wing’s Neck Light                                      | 15. Juni 1987 ID-Nr. 87001503 | Wing’s Neck Rd. 41° 40′ 50,9″ N, 70° 39′ 41,5″ W                    | Bourne       |                                                             |
| 43     | Wood End Light Lookout Station                         | Wood End Light Lookout Station                         | 15. Juni 1987 ID-Nr. 87001504 | Long Pt. 42° 1′ 16,4″ N, 70° 11′ 38,6″ W                            | Provincetown |                                                             |

## Ehemals im NRHP eingetragene Leuchttürme in Massachusetts
| [ 10 ] | Name            | Bild            | Eintragsdatum                 | Lage                                       | Beschreibung                    |
| ------ | --------------- | --------------- | ----------------------------- | ------------------------------------------ | ------------------------------- |
| 1      | Nantucket Light | Nantucket Light | 28. Apr. 1982 ID-Nr. 82005272 | Great Point 41° 23′ 24,4″ N, 70° 3′ 1,5″ W | 1986 aus dem Register entfernt. |